# Das Modul (Band)
Das Modul ist eine in den 1990er Jahren populäre Danceband, die ursprünglich aus Yasemin Baysal und Dierk Schmidt bestand und von Felix J. Gauder und Olaf Roberto Bossi produziert wurde. Im November 2023 kam es zu einem Comeback der Band.

## Biografie
Die Produzenten Felix J. Gauder (u. a. bekannt durch E-Rotic, Novaspace und Blue Lagoon) und Olaf Roberto Bossi, der vor allem als Songwriter und Arrangeur arbeitet, stießen beim Sichten alter Schallplatten auf die Single Computerliebe von Paso Doble, die 1985 in den deutschen Top 20 stand. Daraufhin entstand der Plan, das Lied zu covern. Als Namen für dieses Projekt einigte man sich auf Das Modul. Mit Yasemin Baysal und Dierk Schmidt waren schnell zwei Künstler gefunden, die Das Modul in Videos und bei Live-Auftritten verkörperten. Den Gesang steuerte größtenteils Olaf Bossi bei. Das Management übernahm Andreas „Bär“ Läskers Bear Music Factory.
Die Coverversion Computerliebe erreichte Anfang 1995 die Top 10 in Deutschland und Österreich sowie die Top 20 in der Schweiz. Das Lied wurde 440.000 mal verkauft und mit Gold ausgezeichnet. Kleine Maus erreichte im Sommer des Jahres ebenfalls hohe Chartplatzierungen und verkaufte sich 350.000 mal. Der Nachfolger 1100101 schaffte nur in Deutschland den Sprung in die Top 20, in Österreich gab es immerhin noch eine Top-40-Platzierung. Nach der nächsten Single-Veröffentlichung Frühlingsgefühle, deren Melodie an I Just Can't Wait von Mandy Smith angelehnt war, wurde Baysal, die die Single selbst eingesungen hatte, durch Denise Hameley ersetzt. Frühlingsgefühle erschien im April 1996 und stieg in Deutschland, Österreich und der Schweiz in die Top 30. Das gelang Robby Roboter, der letzten in den Charts notierten Single des Projekts, im August des Jahres nur in Deutschland.
Nach längerer Pause erschien 1998 die neue Single Ich will (ein Cover von UKW) mit Keren May als Sängerin. Die Single verfehlte eine Chartplatzierung.
2001 folgte das Remake Computerliebe 7.1 unter dem Projektnamen Das Modul vs. E-Love.
Im November 2023 erstellten die damaligen Produzenten Felix J. Gauder und Olaf Roberto Bossi eine Instagram-Seite für die Band und gaben das Comeback bekannt. Sängerin ist wie damals wieder Yasemin Baysal. Erstmals gibt es ein Trio in der Band. Bossi und Gauder treten nun öffentlich als Bandmitglieder gemeinsam mit Baysal auf. 

## Diskografie

### Studioalben
| Jahr | Titel                    | Höchstplatzierung, Gesamtwochen, AuszeichnungChartplatzierungen (Jahr, Titel, Platzierungen, Wochen, Auszeichnungen, Anmerkungen) | Höchstplatzierung, Gesamtwochen, AuszeichnungChartplatzierungen (Jahr, Titel, Platzierungen, Wochen, Auszeichnungen, Anmerkungen) | Höchstplatzierung, Gesamtwochen, AuszeichnungChartplatzierungen (Jahr, Titel, Platzierungen, Wochen, Auszeichnungen, Anmerkungen) | Anmerkungen                         |
| Jahr | Titel                    | DE | AT | CH | Anmerkungen                         |
| ---- | ------------------------ | --- | --- | --- | ----------------------------------- |
| 1995 | Musik mit Hertz          | DE23 (13 Wo.)DE | AT26 (6 Wo.)AT | CH19 (7 Wo.)CH | Erstveröffentlichung: 17. Juli 1995 |
| 1996 | Urlaub auf der M. S. Dos | — | — | — | Erstveröffentlichung: 1996          |

### Singles
| Jahr | Titel Album                               | Höchstplatzierung, Gesamtwochen, AuszeichnungChartplatzierungen (Jahr, Titel, Album, Platzierungen, Wochen, Auszeichnungen, Anmerkungen) | Höchstplatzierung, Gesamtwochen, AuszeichnungChartplatzierungen (Jahr, Titel, Album, Platzierungen, Wochen, Auszeichnungen, Anmerkungen) | Höchstplatzierung, Gesamtwochen, AuszeichnungChartplatzierungen (Jahr, Titel, Album, Platzierungen, Wochen, Auszeichnungen, Anmerkungen) | Anmerkungen                                                                                     |
| Jahr | Titel Album                               | DE | AT | CH | Anmerkungen                                                                                     |
| ---- | ----------------------------------------- | --- | --- | --- | ----------------------------------------------------------------------------------------------- |
| 1995 | Computerliebe Musik mit Hertz             | DE3 Gold · (23 Wo.)DE | AT8 (11 Wo.)AT | CH11 (17 Wo.)CH | Erstveröffentlichung: Februar 1995 Autoren: Frank Hieber, Ulf Krüger Original: Paso Doble, 1984 |
| 1995 | Kleine Maus Musik mit Hertz               | DE4 (17 Wo.)DE | AT5 (12 Wo.)AT | CH11 (13 Wo.)CH | Erstveröffentlichung: Juni 1995 Autoren: Felix J. Gauder, Olaf Roberto Bossi                    |
| 1995 | 1100101 Musik mit Hertz                   | DE16 (15 Wo.)DE | AT39 (1 Wo.)AT | — | Erstveröffentlichung: Oktober 1995 Autoren: Felix J. Gauder, Olaf Roberto Bossi                 |
| 1996 | Frühlingsgefühle Urlaub auf der M. S. Dos | DE28 (9 Wo.)DE | AT22 (7 Wo.)AT | CH24 (6 Wo.)CH | Erstveröffentlichung: April 1996 Autoren: Felix J. Gauder, Olaf Roberto Bossi                   |
| 1996 | Robby Roboter Urlaub auf der M. S. Dos    | DE29 (10 Wo.)DE | — | — | Erstveröffentlichung: Juli 1996 Autoren: Felix J. Gauder, Olaf Roberto Bossi                    |

Weitere Singles
- 1996: Surfen
- 1998: Ich will (Original: UKW)
- 2001: Computerliebe 7.1 (vs. E-Love)
- 2023: www.christkind.com
- 2025: Virus

Promo-Singles
- 1998: Ich hab’ nur ein Traum[5]

## Bandmitglieder
- Dierk Schmidt (1994–1997)
- Yasemin Baysal (1994–1996, seit 2023)
- Denise Hemmely (1996–1997)
- Keren Mej (1998)
- Felix J. Gauder (seit 2023)
- Olaf Roberto Bossi (seit 2023)

## Sonstiges
- Frühlingsgefühle und Ich will sind die einzigen Singles, die von den offiziellen Bandmitgliedern Baysal bzw. Mej selber eingesungen wurden.[2]
- Hemley war 1996 Gast-Jurorin in der RTL-Show Mini Playback Show.[6]
- Im September 2015 veröffentlichte Schmidt auf YouTube ein Video mit dem Titel Das Modul 2015. Das Video ist laut Videobeschreibung ein "Best-of Video".[7]